# Maria Sällström
Maria Sällström, född 1920, död okänt år, var en svensk målare.
Sällström studerade vid Slöjdföreningens skola och Valands målarskola i Göteborg samt under långvariga utlandsvistelser bland annat i England där hon tog intryck av dåtidens internationella konst. Separat ställde hon ut på Galerie d'Art Latin i Stockholm 1952 och hon medverkade i samlingsutställningar i London och Paris. 